# Euxoa pseudogothica
Euxoa pseudogothica är en fjärilsart som beskrevs av Curtis 1927. Euxoa pseudogothica ingår i släktet Euxoa och familjen nattflyn. Inga underarter finns listade i Catalogue of Life.